# Гирокастринская митрополия
Гирока́стринская митропо́лия (алб. Mitropolia e Shenjtë e Gjirokastrës, Аргирока́стрская митропо́лия, греч. Ιερά Μητρόπολη Αργυροκάστρου) — епархия Албанской православной церкви на территории областей Гирокастра и Влёра в Албании.

## История
Образование города Гирокастры относится к XII веку. Он входил в византийскую провинцию Эпир и назывался Аргирополисом (Серебряный город) или Аргирокастрон (Серебряный замок). В XIV веке город входил в греческое княжество Эпир (Эпирский деспотат). В 1417 году Гирокастра вошла в состав Османской империи. В конце XIX века город стал одним из центров борьбы за независимость Албании. В 1912 году Гирокастра вошла в состав Албании.
Проект соглашения 1926 года между Албанской православной церковью и Константинопольским патриархатом включал в том числе создание Гирокастринской епрахии.
С 1992 года в Гирокастринской епархии происходило активное строительство и ремонт церквей. 7 августа 2016 года в Гирокастре состоялось освящение нового Воскресенского кафедрального собора, который строился с 2004 года. Наряду с собором было построено современное здание школы, которое было введено в эксплуатацию в 2012 году.

## Епископы
- Амвросий (Иконому) (17 февраля 1929 — 20 мая 1934)
- Христофор (Киси) (20 мая 1934 — 11 апреля 1937) в/у
- Пантелеимон (Котокос) (11 апреля 1937 — 1 июля 1945)
- Ириней (Бануши) (12 июля 1945—1952)
- Дамиан (Коконеши) (14 сентября 1952 — 7 марта 1966)
- Александр (Калпакидис) (26 июля 1996 — 18 июля 1998) не принят властями Албании
- Анастасий (Яннулатос) (18 июля 1998 — 17 ноября 2006) в/у, архиепископ Тиранский
- Димитрий (Дикбасанис) (17 ноября 2006 — 28 июня 2025)